# Бак, Скотт
Скотт Бак (англ. Scott Buck) — американский сценарист телевидения. Бак написал несколько сценариев для сериалов канала HBO «Клиент всегда мёртв», «Рим», «Декстер» для Showtime, «Все любят Рэймонда», «Тренер» и «Облонги».

## Биография
Бак начал свою карьеру как сценарист ситкомов, затем присоединился к составу сериала «Клиент всегда мёртв». Он в целом написал сценарии к семи эпизодам.
Бак работал в качестве соисполнительного продюсера и сценариста второго сезона сериала HBO «Рим» в 2007 году. Он написал сценарии к двум эпизодам сериала («Это были слова Марка Туллия Цицерона» и «Посмертная маска») до того, как сериал был отменён.
Он затем стал работать в качестве соисполнительного продюсера и сценариста второго сезона сериала Showtime «Декстер» в 2007 году. Бак был номинирован на премию Гильдии сценаристов США за лучший драматический сериал на церемонии в феврале 2008 года за свою работу над вторым сезоном «Декстера». Он оставался соисполнительным продюсером и в третьем сезоне в 2008 году. Бак был снова номинирован на эту же премию за лучший драматический сериал в феврале 2009 года за свою работу над третьим сезоном. Он остался сценаристом и исполнительным продюсером в четвёртом сезоне в 2009 году. Он третий раз подряд был номинирован на премию Гильдии сценаристов США в феврале 2010 года за свою работу над четвёртым сезоном. В шестом сезоне «Декстера», после того как предыдущие шоураннеры покинули сериал, Бак был выдвинут на эту должность.
В декабре 2015 года, Бака наняли на должность шоураннера и исполнительного продюсера сериала Marvel и Netflix, «Железный кулак». В декабре 2016 года было объявлено, что он вернётся в Кинематографическую вселенную Marvel в качестве шоураннера и исполнительного продюсера сериала «Сверхлюди» совместного производства Marvel Television, IMAX Corporation и ABC. В 2018 году оба проекта были закрыты из-за низких рейтингов.

## Эпизоды «Декстера»
- Увидеть насквозь / "See-Through" (2007)
- Наступает утро / "Morning Comes" (2007)
- Впереди поворот налево / "Left Turn Ahead", с Тимом Шлаттманном (2007)
- Сегодня лев спит / "The Lion Sleeps Tonight" (2008)
- Ущерб, который может причинить человек / "The Damage a Man Can Do" (2008)
- Берёшь ли ты Декстера Моргана? / "Do You Take Dexter Morgan?" (2008)
- Ослеплённый светом / "Blinded by the Light" (2009)
- Стояние прилива / "Slack Tide" (2009)
- Здравствуй, Декстер Морган / "Hello, Dexter Morgan", с Лорен Гуссис (2009)
- Привет, бандит / "Hello Bandit" (2010)
- Огради нас / "Circle Us" (2010)
- Уходящий поезд / "Hop A Freighter", телесценарий с Тимом Шлаттманном (2010)
- Подобные вещи / "Those Kinds of Things" (2011)
- Так кончается мир / "This is the Way the World Ends", с Венди Уэст (2011)
- Значит, ты...? / "Are You...?" (2012)
- Сюрприз, ублюдок! / "Surprise, Motherfucker!", с Тимом Шлаттманном (2012)
- Прекрасный день / "A Beautiful Day" (2013)
- Помнишь монстров? / "Remember the Monsters?", с Мэнни Кото (2013)

## Эпизоды «Рима»
- Это были слова Марка Туллия Цицерона / "These Being the Words of Marcus Tullius Cicero" (2007)
- Посмертная маска / "Death Mask" (2007)

## Эпизоды «Клиент всегда мёртв»
- Это самое замечательное время года / "It's the Most Wonderful Time of the Year" (2002)
- Никогда не узнаешь / "You Never Know" (2003)
- Все уходят / "Everyone Leaves" (2003)
- Это мой пёс / "That's My Dog" (2004)
- Бомбоубежище / "Bomb Shelter" (2004)
- Танец для меня / "Dancing for Me" (2005)
- Поющий для наших жизней / "Singing for Our Lives" (2005)